# Arctische kleine werktuigtraditie
De Arctische kleine werktuigtraditie (Engels: Arctic small tool tradition, ASTt) was een brede culturele traditie die zich rond 2500 v.Chr. ontwikkelde langs het Alaska-schiereiland, rond de Bristolbaai en aan de oostkust van de Beringstraat. De dragers van de Arctische kleine werktuigtraditie, Paleo-Eskimo's genoemd, waren de eerste menselijke bewoners van de Canadese poolgebieden en Groenland. In Alaska werd ze voorafgegaan door de Paleo-Arctische culturen.
De cultuur bezat een karakteristieke werktuigset op basis van microlieten. Tot de typische gereedschappen behoren schrabbers, stekers en zij- en topsnijdende klingen die werden gebruikt in samengestelde pijlen of speren gemaakt van bot of gewei.
Veel onderzoekers gaan ervan uit dat de ASTt-populaties de pijl en boog in het Noordpoolgebied introduceerden. ASTt-kampen worden vaak gevonden langs kusten en waterlopen, waar de zeehonden- of zalmpopulaties voor voedsel zorgden. Hoewel sommige groepen een nomadische leefwijze hadden, zijn ook meer permanente, met plaggen bedekte huizen gevonden.
De Arctische kleine werktuigtraditie omvat een aantal cultuurgroepen, waaronder het Denbigh Flint-complex in Alaska, de Pre-Dorsetcultuur in arctisch Canada, de Independence I-cultuur in het hoge poolgebied en de Saqqaqcultuur in het zuiden van Groenland. De ASTt werd in Alaska opgevolgd door de Nortoncultuur en in Noord-Canada door de Dorsetcultuur.

## Siberische oorsprong
Volgens Pavel Flegontov is de Arctische kleine werktuigtraditie mogelijk rond 3000 v.Chr.  ontstaan in Oost-Siberië. Ze zou haar bron hebben in de Syalach, Belkatsji en Ymyjachtach-culturen van Jakoetië, gedateerd op 6.500-2.800 BP.
Taalkundigen hebben een hypothetische Dené-Jenisejische taalfamilie voorgesteld, bestaande uit de Jenisejische talen van Midden-Siberië en de Na-Denétalen van noordwestelijk Noord-Amerika. De Beringlandbrug kan dienstbaar zijn geweest aan de verspreiding van culturen uit Siberië naar het Amerikaanse continent.
Ook DNA-onderzoek ondersteunt de relatie met Siberië.